# Chiesa di San Nicolò Vescovo (Sala Baganza)
La chiesa di San Nicolò Vescovo è un luogo di culto cattolico dalle forme barocche e neoromaniche situato in via Maiatico 95, in prossimità del piccolo cimitero frazionale, a Maiatico, frazione di Sala Baganza, in provincia e diocesi di Parma; è sede di una parrocchia compresa nella zona pastorale della Pedemontana.

## Storia
Il luogo di culto originario fu costruito in epoca medievale: la più antica citazione della sua esistenza risale al 26 gennaio 1208, quando l'edificio fu menzionato in un documento quale filiale della pieve di Collecchio; la capelle de Maliatico fu menzionata anche nel 1230 nel Capitulum seu Rotulus Decimarum della diocesi di Parma, tra le dipendenze della stessa pieve.
La prima testimonianza della dedicazione a san Nicolò della cappella risale al 1299.
La chiesa fu eretta a sede parrocchiale autonoma nel 1564. Verso la fine del XVI secolo, iniziarono i lavori di ricostruzione dell'edificio, che fu ultimato solo nel XVIII secolo.
Il 31 luglio 1851 la struttura fu pesantemente danneggiata da un fulmine, che causò il crollo di un campanile, oltre che del presbiterio e dell'adiacente abitazione del campanaro; gli interventi di risistemazione furono avviati negli anni seguenti e nel 1878 il campanile superstite fu sopraelevato e dotato di un grande orologio, donato dalla marchesa Teresa Araldi Trecchi.
Tra il 1908 e il 1912 l'edificio fu interessato da altri importanti lavori, con la costruzione della sagrestia e della canonica e la realizzazione della nuova facciata neoromanica progettata dallo scenografo Mario Soncini.

## Descrizione

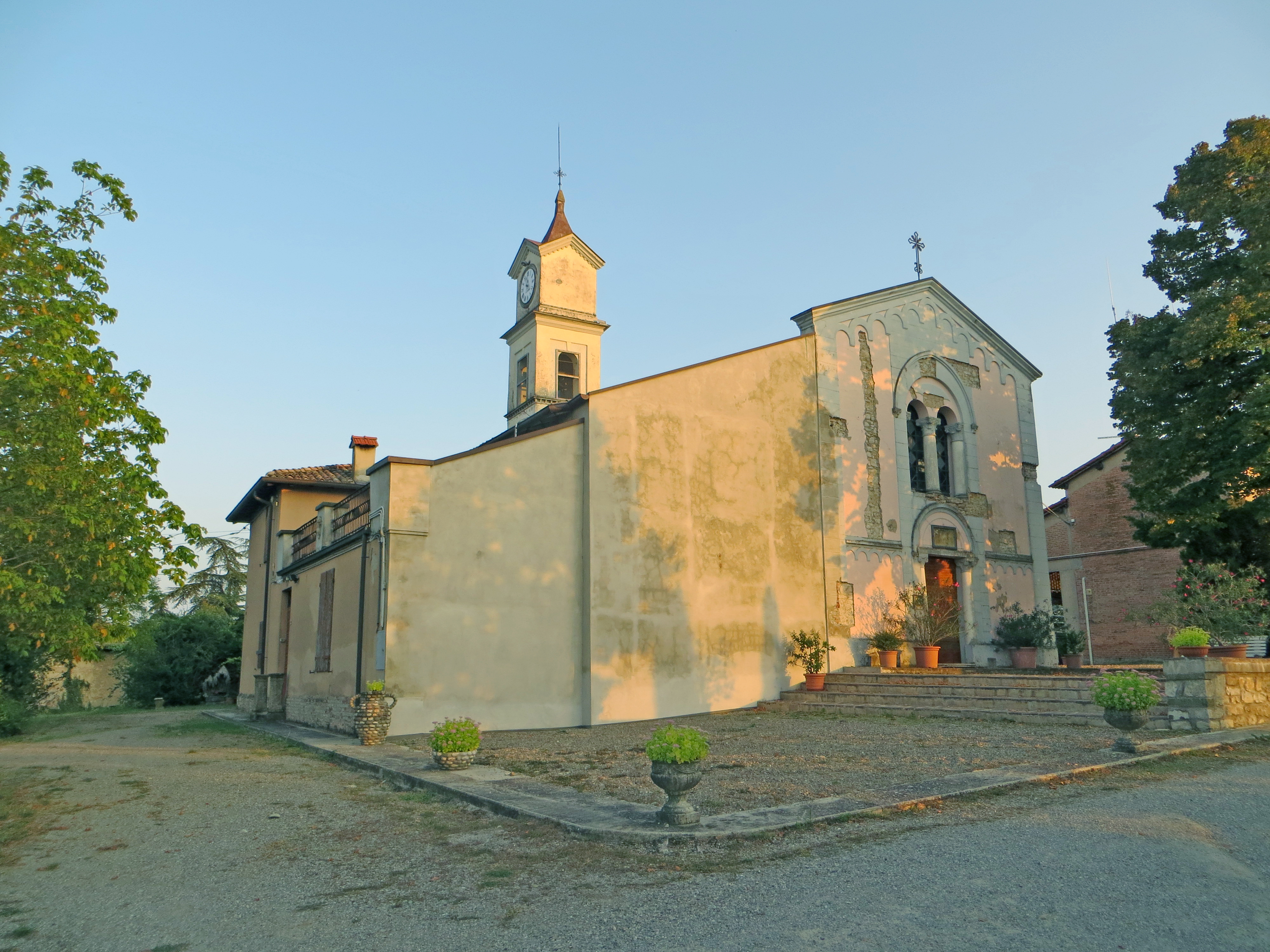
Facciata e canonica

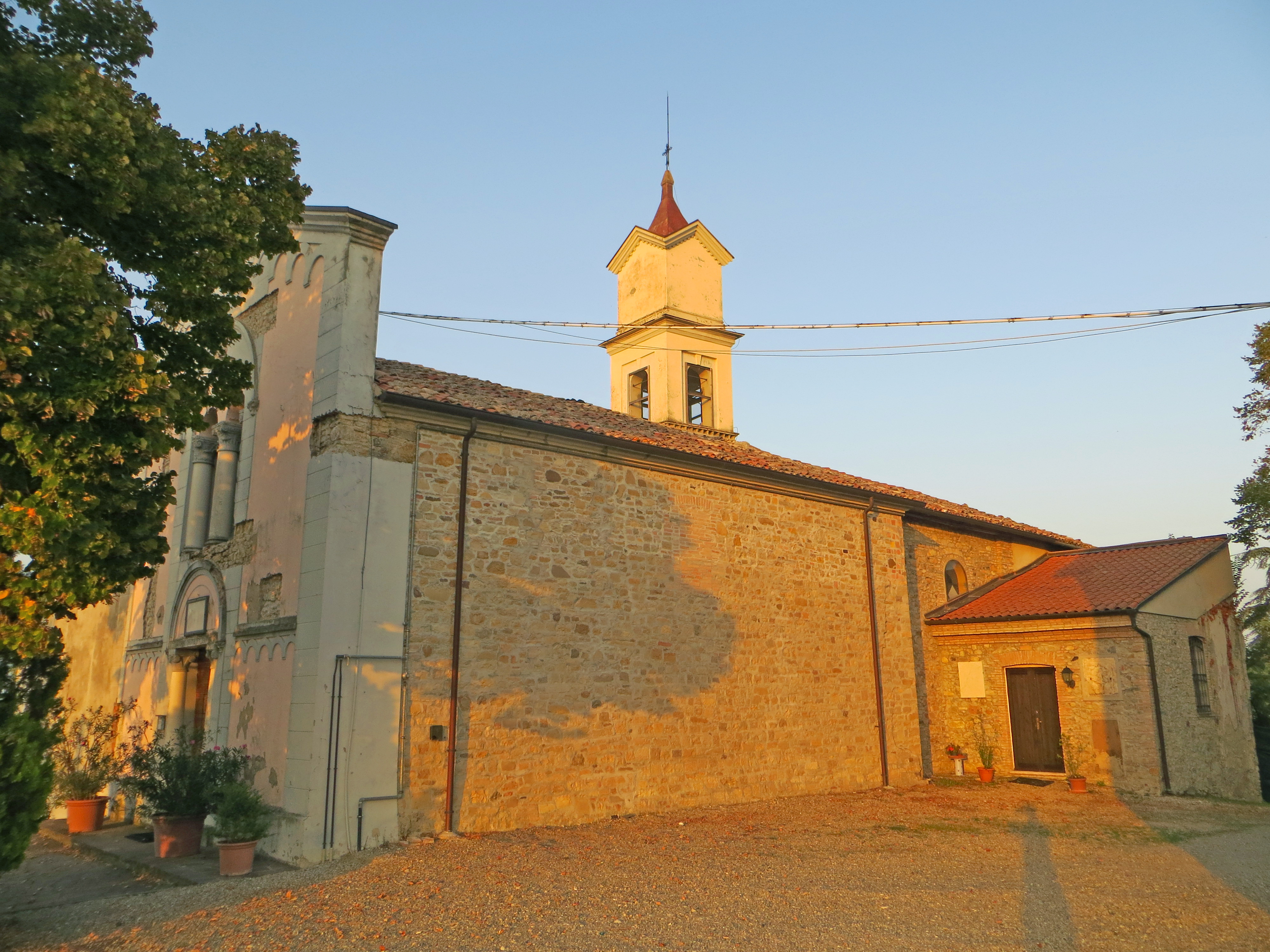
Lato sud

La chiesa si sviluppa su un impianto a navata unica, con ingresso a ovest e presbiterio a est; sul lato settentrionale è affiancata dalla sagrestia e dalla canonica.
La facciata a capanna, interamente intonacata e preceduta da un vialetto e una breve scalinata che accoglie una piccola lapide commemorativa dei caduti della seconda guerra mondiale, è caratterizzata da una forte asimmetria per la presenza degli edifici addossati sulla sinistra. Il corpo principale è suddiviso verticalmente in tre parti, di cui la centrale rivestita con una decorazione a finto bugnato, ed è delimitato alle estremità da due paraste con analogo motivo; orizzontalmente si allunga a metà altezza una fascia marcapiano ad archetti pensili. Nel mezzo è collocato l'ampio portale d'ingresso, affiancato da due semicolonne con capitelli quattrocenteschi in pietra e sormontato da una lunetta ad arco a tutto sesto; al suo interno si staglia un bassorilievo del XV secolo, raffigurante due Angeli e nel mezzo Dio Padre o Cristo risorto; più in alto si apre una bifora a tutto sesto scandita da colonnine corinzie; in sommità corre lungo gli spioventi del tetto una decorazione ad archetti pensili, mentre al centro si erge a coronamento del prospetto una croce in ferro.
Il lato libero a sud è interamente rivestito in pietra a vista, mentre dal fianco opposto aggettano gli edifici accessori intonacati. Sul retro si erge su tre ordini, scanditi da fasce marcapiano, il campanile, anch'esso intonacato; la cella campanaria si affaccia sulle quattro fronti attraverso ampie monofore ad arco a tutto sesto, delimitate da specchiature rettangolari; in sommità i lati sono coronati da cuspidi, mentre nel mezzo si eleva una guglia piramidale in rame.
All'interno la navata, coperta da una volta a botte lunettata dipinta con motivi a finto rilievo realizzati da Mario Soncini nel 1910, è scandita lateralmente da massicce paraste doriche.
Il presbiterio, lievemente sopraelevato, è preceduto dall'arco trionfale, retto da due paraste doriche; l'ambiente, coronato da una volta a botte lunettata, accoglie l'altare maggiore ligneo a mensa, aggiunto intorno al 1990; sul fondo si staglia la pala seicentesca raffigurante lo Sposalizio di santa Caterina e san Nicola di Bari.
La chiesa ospita altre opere di pregio, tra cui un olio rappresentante il Miracolo di sant'Uberto, eseguito da Paolo Baratta intorno al 1910, una seicentesca tela raffigurante la Sacra Famiglia e santa Barbara e un dipinto raffigurante il Martirio di san Sebastiano, databile alla fine del XVI secolo.
La sagrestia conserva una pianeta donata dalla duchessa di Parma Maria Luigia e, murata sulla parete esterna, una lapide tombale tardo-quattrocentesca, mentre nella canonica è collocata una formella in terracotta rappresentante la Divina Pastora, realizzata intorno al 1800. Inoltre, nel prato sul retro della chiesa è presente una piccola grotta, che rimanda a quella di Lourdes, al cui interno sono presenti due statue raffiguranti Bernadette e la Vergine Maria.

## Letteratura
Presso la chiesa di San Nicolò è ambientato il romanzo del 2007 di Luca Farinotti Lo stadio più bello del mondo, che narra le vicende degli sparuti abitanti della minuscola frazione inscenatesi, a cavallo degli anni settanta e ottanta del XX secolo, interamente tra gli spazi, minuziosamente rappresentati, di chiesa, canonica, vigneto del prete, cimitero e campi agricoli della Curia.